# Ataulf
Ataulf (tudi Atavulf,  Atawulf  ali Ataulf in Adolf, latinizirano kot Ataulphus) (ok. 370 – 15. avgust 415) je bil kralj Vizigotov od leta 411 do 415. Med svojo vladavino je preoblikoval vizigotsko državo od plemenskega kraljestva do velike politične sile pozne antike. 

## Življenje
Soglasno je bil izvoljen na prestol, da bi nasledil svojega svaka Alarika, ki je v Kalabriji nenadoma zbolel za vročico. Prvo dejanje kralja Ataulfa je bilo zaustaviti Alarikovo širitev Gotov proti jugu v Italiji.
Medtem je Galijo od Zahodnega rimskega cesarstva ločil uzurpator Konstantin III. Tako je leta 411 Konstancij III., magister militum (poveljnik vojske) zahodnega cesarja Flavija Avgusta Honorija, z gotskimi pomožnimi enotami pod vodstvom Ulfile zatrl galski upor z obleganjem Arlesa. Tam so Konstantinu in njegovemu sinu ponudili častno kapitulacijo, vendar so ju septembra obglavili na poti, da bi se poklonila Honoriju v Raveni.
Spomladi leta 412 je Konstancij pritisnil na Ataulfa. Po nasvetu Priska Atala – nekdanjega cesarja, ki ga je Alarik postavil v Rim nasproti Honoriju v Raveni in ki je ostal pri Vizigotih, potem ko je bil odstavljen – je Ataulf popeljal svoje privržence iz Italije. Ko so se Vizigoti preselili proti severu v trenutno pomirjeno Galijo, so živeli na podeželju na običajen način. Ataulf je morda prejel nekaj dodatne spodbude v obliki plačil v zlatu od cesarja Honorija - saj je s seboj kot spoštovano talko vodil cesarjevo polsestro Gallo Placidio, ki je bila dolgo njegova ujetnica.
Ko je bil v Galiji, je Ataulf začel pogajanja z novim uzurpatorjem, galskim Jovinom. Toda medtem ko je bil na poti do Jovina, je Ataulf naletel na Sara in nekaj njegovih ljudi. Ataulf je napadel, ujel in kasneje usmrtil Sara, s čimer je nadaljeval spor med njunima družinama, ki se je začel s Sarusom in Alarikom. Jovin je nato svojega brata Sebastiana imenoval za avgusta (socesarja). To je užalilo Ataulfa, s katerim se niso posvetovali. Zato je svoje Vizigote povezal s Honorijem. Jovinove čete so bile v bitki poražene, Sebastian je bil ujet in Jovin je pobegnil, da bi rešil svoje življenje. Ataulf je nato Sebastiana predal v usmrtitev Honorijevemu galskemu pretorijanskemu prefektu (guvernerju province), Klavdiju Postumu Dardanu. Po tem je Ataulf leta 413 oblegal in ujel Jovina pri Valentii in ga poslal v Narbo (Narbonne), kjer ga je Dardan usmrtil.
Potem ko sta glavi Sebastiana in Jovina konec avgusta prispeli na Honorijev dvor v Raveni, da bi ju razstavili med drugimi uzurpatorji na obzidju Kartagine, so se odnosi med Ataulfom in Honorijem dovolj izboljšali, da jih je Ataulf utrdil s poroko z Gallo Placidio v Narbu. januarja 414, vendar Jordanes pravi, da se je z njo poročil v Italiji, v Forliju (Forum Livii). [5] Poroko so praznovali z velikimi rimskimi slavji in veličastnimi darili iz gotskega plena. Priscus Attalus je imel poročni govor, klasični epithalamium.
Pod Ataulfovo vladavino za Vizigote ni bilo mogoče reči, da so bili gospodarji ustaljenega kraljestva, dokler Ataulf leta 413 ni zasedel Narbonna in Toulouse. Čeprav je ostal arijanski kristjan, je bil njegov odnos z rimsko kulturo povzet s katoliške rimske perspektive, z besedami, ki mu jih je v usta položil sodobni krščanski apologet Orozij, Ataulfova izjava:
 »Sprva sem želel izbrisati rimsko ime in vse rimsko ozemlje spremeniti v gotsko cesarstvo: hrepenel sem po tem, da bi Rim postal Gotija in da bi bil Ataulf to, kar je bil Cezar Avgust. Toda dolge izkušnje so me naučile, da se neuravnana divjina Gotov nikoli ne bo podredila zakonom in da brez zakona država ni država. Zato sem bolj preudarno izbral drugačno slavo oživitve rimskega imena z gotsko močjo in upam, da me bodo potomci priznali kot pobudnika rimske obnove, saj mi je nemogoče spremeniti značaj tega imperija. 
Honorijev general Konstancij (ki je pozneje postal cesar Konstancij III.) je zastrupil uradne odnose z Ataulfom in pridobil dovoljenje za blokado sredozemskih pristanišč v Galiji. Kot odgovor je Ataulf leta 414 v Bordeauxu razglasil Priska Atala za avgusta. Toda Konstancijeva pomorska blokada je bila uspešna in leta 415 se je Ataulf s svojim ljudstvom umaknil v severno Hispanijo. Atal je pobegnil, padel v Konstancijeve roke in bil izgnan na otok Lipari.
Galla Placidia je potovala z Ataulfom. Njun sin Teodozij je umrl v povojih in bil pokopan v Hispaniji v posrebreni krsti, s čimer je bila odpravljena priložnost za rimsko-vizigotsko linijo.

## Smrt in posledice
V Hispaniji je Ataulf nepremišljeno sprejel v svojo službo enega od privržencev pokojnega Sara, ne da bi vedel, da ta človek skriva skrivno željo maščevati smrt svojega ljubljenega pokrovitelja. In tako je v palači v Barceloni moški nenadoma končal Ataulfovo vladavino, tako da ga je ubil med kopanjem.
Sigeric, Sarov brat, je takoj postal kralj - za pičlih sedem dni, ko je bil tudi on umorjen in ga je nasledil Wallia. Pod njegovo vladavino je bila Galla Placidia vrnjena v Raveno, kjer se je leta 417 na Honorijevo prigovarjanje ponovno poročila, njen novi mož pa je bil neizprosni sovražnik Gotov, Konstancij.
Glavni viri o Ataulfovi karieri so Paulus Orosius, kronike galaecijskega škofa Hydatiusa in tiste Avguštinovega učenca, Prosperja Akvitanskega.

## Izjava
Verodostojnost Ataulfove izjave v Narbonnu, kot jo je Orozij navedel v retorični zgodovini, ki je bila izrecno napisana »proti poganom« (dokončana je bila leta 417/18), je bila vprašljiva. Antonio Marchetta sklepa, da so besede res Ataulfove, in jih razlikuje od Orozijeve interpretacije, ki je svoje bralce pripravljal na sklep, da so bili krščanski časi uspešni in ki je Ataulfovo očitno spremembo srca pripisal moči njegove ljubezni do Galle Placidie, instrument božjega posega v Božji načrt za večno rimsko cesarstvo. Marchetta ugotovi, da je poroka dejanje trdoglave politike.